# Eran Zahavi
Eran Zahavi (hebräisch ערן זהבי; * 25. Juli 1987 in Rischon LeZion) ist ein israelisch-französischer Fußballspieler.

## Karriere

### Vereine
Zahavi begann seine Karriere in der Jugendmannschaft von Hapoel Tel Aviv, wo er bereits 1993 anfing. 2003 wechselte er in die Jugendabteilung von Hapoel Ironi Rishon Lezion, ehe er 2005 nach Tel Aviv zurückkehrte. 2006 wurde er in die erste Mannschaft geholt, jedoch kam er im Herbst zu keinem Einsatz und im Winter 2007 folgte der Wechsel zu Ironi Nir Ramat HaSharon in die zweithöchste Spielklasse, dort wurde Zahavi am Ende der Saison Achter. 2008/09 kehrte er abermals zu Hapoel zurück. 2008/09 wurde er Vizemeister. In dieser Saison gab er auch sein Debüt auf europäischer Klubebene, als er am 18. September 2008 gegen den Vertreter aus Frankreich AS Saint-Étienne in der 65. Minute für Bebars Nathko eingewechselt wurde. Das Spiel endete 1:2, im Endeffekt schieden die Israelis aus.
Im Sommer 2011 wechselte Zahavi zu US Palermo nach Italien, wo er einen Fünfjahresvertrag unterschrieb. Hier bestritt er in der Saison 2011/12 20 von 38 möglichen Ligaspielen, in denen er zwei Tore schoss, und zwei Europapokal-Spiele.  In der nächsten Saison waren es 3 von 21 möglichen Ligaspielen, in denen er auf maximal jeweils 20 Minuten Spielzeit kam, und ein Pokalspiel.
Im Januar 2013 kehrte er nach Israel zurück und unterschrieb bei Maccabi Tel Aviv einen Vertrag. Insgesamt spielte er 3½ Jahre bei Tel Aviv und wurde dabei dreimal israelischer Meister, zweimal israelischer Pokalsieger und dreimal Torschützenkönig der israelischen Liga.
Anfang Juli 2016 wechselte er zum chinesischen Erstligisten Guangzhou R&F, mit dem er einen Vertrag mit 30 Monaten Laufzeit (bis Ende 2018) unterschrieb. Dieser Vertrag wurde im Februar 2018 um weitere drei Jahre verlängert. Erneut wurde er zweimal Torschützenkönig.
Mitte September 2020 wechselte er zum niederländischen Erstligisten PSV Eindhoven, mit dem er einen Vertrag mit einer Laufzeit von zwei Jahren unterschrieb. Insgesamt bestritt er 50 Ligaspiele, in denen er 22 Toren erzielte, sechs Pokalspiele, in denen ihm ein Tor gelang, 17 Europapokal-Spiele, in denen er zwölf Tore erzielte und das im Jahr 2021 gewonnene Spiel um die Johan-Cruyff-Schale, den niederländischen Superpokal. Zudem wurde er niederländischer Pokalsieger der Saison 2021/22.
Ende Juni 2022 kehrte er nach Israel zurück und unterschrieb bei seinem ehemaligen Verein Maccabi Tel Aviv einen Vertrag mit einer Laufzeit von zwei Jahren.

### Nationalmannschaft
Am 20. August 2008 absolvierte der Mittelfeldspieler eine Partie für die israelische U-21-Auswahl gegen Belarus. Beim 1:0-Testspielsieg im Winter-Stadion von Ramat Gan wurde er in der 75. Minute für Rahamim Checkol eingewechselt.
Zahavi debütierte am 2. September 2010 in Ramat Gan für die A-Nationalmannschaft, die das erste Spiel der EM-Qualifikationsgruppe F gegen die Nationalmannschaft Maltas mit 3:1 gewann. Sein erstes Länderspieltor erziele er am 10. September 2013 in Sankt Petersburg im achten Spiel der WM-Qualifikationsgruppe F bei der 1:3-Niederlage gegen die Nationalmannschaft Russlands mit dem Treffer zum Endstand in der 90. Minute.
Am 24. März 2019 gelang ihm in Haifa im zweiten Spiel der EM-Qualifikationsgruppe G beim 4:2-Sieg über die Nationalmannschaft Österreichs ein Hattrick, wie auch im dritten EM-Qualifikationsspiel am 7. Juni 2019 in Riga beim 3:0-Sieg über die Nationalmannschaft Lettlands. Bis zu seinem letzten Einsatz am 12. November 2021 in der WM-Qualifikation gegen Österreich gelangen ihm 33 Treffer in 70 A-Länderspielen.

## Erfolge
- Hapoel Tel Aviv
  - Israelischer Meister 2010
  - Israelischer Pokal-Sieger 2010, 2011

- Maccabi Tel Aviv
  - Israelischer Meister 2013, 2014, 2015
  - Israelischer Pokal-Sieger 2015
  - Israelischer-Ligapokal-Sieger 2015
  - Israelischer Fußballer des Jahres 2014, 2015
  - Ligat ha’Al Torschützenkönig 2014, 2015, 2016

- Guangzhou R&F
  - Chinesischer Fußballer des Jahres 2017
  - Chinese Super League Team of the Year 2017
  - Chinese Super League Torschützenkönig 2017, 2019

- PSV Eindhoven
  - Johan-Cruyff-Schale 2021
  - KNVB-Pokal-Sieger 2022

## Sonstiges
Am 4. November 2014 sorgte Zahavi international für Aufsehen. Im Derby zwischen seinem ehemaligen Verein Hapoel Tel Aviv und seinem damaligen Verein Maccabi Tel Aviv attackierte ihn ein Flitzer körperlich. Nachdem Zahavi diesen verprügelte, sah er die Rote Karte. Das Spiel musste aufgrund anhaltender Fanausschreitungen sogar abgebrochen werden.